# Maksym (biskup Banhy)
Maksym – duchowny Koptyjskiego Kościoła Ortodoksyjnego, od 1992 biskup Banhy i Al-Kaljubijji.

## Życiorys
17 lipca 1986 złożył śluby zakonne w Monasterze św. Paisjusza. Sakrę biskupią otrzymał 14 czerwca 1992.